# Magomed-Ali Dachadajew
Magomed-Ali Dachadajew alias Machatsch (* 1882 in Unzukul; † 22. September 1918 in Werchni Dschengutai) war ein dagestanischer Revolutionär.

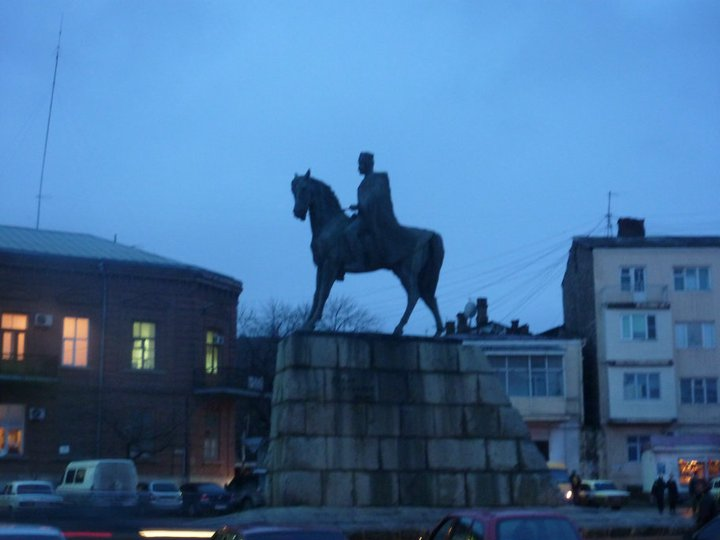
Statue Dachadajews vor dem Bahnhof in Machatschkala

Dachadajew wurde 1882 in einem awarischen Dorf geboren. Nach dem Studium in Sankt Petersburg kehrte er nach Dagestan zurück und betätigte sich in einer revolutionären Partei. Bis 1916 arbeitete er als Ingenieur.
Dachadajew gründete die Dagestanische Rote Armee, welche er selbst anführte. Er wurde von Weissarmisten gefangen genommen und am 22. September 1918 erschossen.
Nach Dachadajews Spitznamen Machatsch wurde 1922 Port-Petrowsk zu Machatschkala umbenannt.
Zum Gedenken an "Machatsch" ist auf dem Bahnhofsvorplatz von Machatschkala ein Reiterstandbild von Dachadajew aufgestellt.